# Efeu-Pergamentspinne
Die Efeu-Pergamentspinne oder Unbewehrte Zwergsechsaugenspinne (Tapinesthis inermis) ist eine Spinne aus der Familie der Zwergsechsaugenspinnen (Oonopidae) und die einzige Art der somit monotypischen Gattung der Pergamentspinnen (Tapinesthis). Sie war ursprünglich nur in Europa heimisch und wurde in Nordamerika eingeführt. Als Habitat (Lebensraum) nimmt die Efeu-Pergamentspinne Wälder, trockenes Grasland, die Garigue und als synanthrope (an menschliche Siedlungsbereiche angepasste) Art auch Gebäude an. Früher nahm man an, dass die Spinne zwei saisonale Formen aufweist. Seit 2014 stattgefundenen Forschungen wird diese Theorie durch neuere Ergebnisse angezweifelt.

## Merkmale

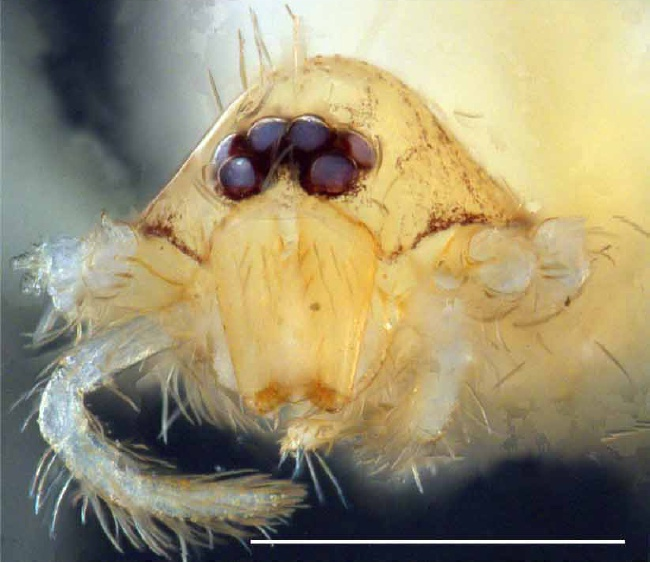
Frontale Detailansicht eines präparierten Weibchens mit den gut erkennbaren Augen und Cheliceren. Auffällig ist der für die Efeu-Pergamentspinne typische stark abfallende Carapax.

Das Weibchen der Efeu-Pergamentspinne erreicht eine Körperlänge von 2,4 bis 2,5 Millimetern, wobei das Prosoma (Vorderkörper) davon 0,8 Millimeter einnimmt. Der Körper des Männchens ist 1,8 Millimeter lang. Hier nimmt das Prosoma 0,75 Millimeter davon ein. Bei der Art handelt es sich um einen blassen Vertreter der Zwergsechsaugenspinnen (Oonopidae) mit weichem Körperbau. Auffallend ist der stark abfallende Carapax (Rückenschild des Prosomas) mit dunkler Netzmusterung. Die Extremitäten sind gänzlich stachellos und die Klauen der Tarsen (Fußglieder) weisen einen einteiligen Aufbau auf. Der Petiolus (Stiel zwischen dem Prosoma und dem Opisthosoma) besitzt eine netzartige Struktur.

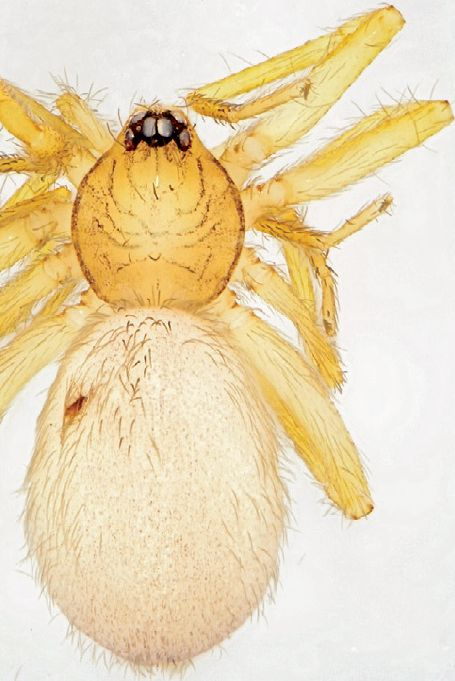
Dorsalansicht eines präparierten Weibchens

Der Carapax hat im lebenden Zustand eine blasse gelblich-orange bis rosa Farbgebung. In Ethanol getaucht nimmt der Carapax eine gelblich-weiße bis blass orange Färbung an. Unabhängig vom Zustand der Spinne ist auf dem Carapax das dunkle Netzmuster und eine blasse Umrandung vorhanden. Nicht marginale (am Rand liegende) nadelförmiger Setae (chitinisierter Haare) im Bereich der Pars cephalica (Hirnstamm) sind dreireihig vorhanden. Diese Anordnung der Setae erscheint dorsal (oberhalb) betrachtet eiförmig Die Pars cephalica erscheint lateral (seitlich) betrachtet stark herabfallend, während sie im Bereich der Coxen (Hüftglieder) am höchsten ist. Anterior (vorne) ist die Pars cephalica auf das 0,49-fache ihrer maximalen Breite oder weniger verengt, während ihre posterolateralen (hintere und seitliche) Ecken abgerundet sind. Die Oberfläche des erhöhten Teils der Pars cephalica und auch ihre Seiten sind glatt. Auf diesem Bereich der Oberfläche befinden sich außerdem radiär angelegte thrombozytartiger Flecken. Dem Carapax fehlt eine Fovea (Apodem) und im thorakalen (bei der Brust gelegenen) Bereich Vertiefungen. Der laterale Rand des Carapax verläuft gewellt und glatt. Der Rand des Clypeus (schmaler Abschnitt zwischen dem vorderen Augenpaar und dem Rand des Carapax) ist erscheint in untere Richtung gebogen und in laterale nach vorne geneigt. Die Efeu-Pergamentspinne besitzt wie viele Zwergsechsaugenspinnen (Oonopidae) entsprechend der Bezeichnung der Familie sechs Augen, die in zwei Reihen übereinander (obere Reihe mit vier und untere Reihe mit zwei Augen) und gut ausgebildet sowie allesamt ungleich sind. Der Abstand der oval geformten und unteren Augen zum Rand des Carapax beträgt in etwa der des eigenen Radius der Augen oder mehr. Ihr Abstand zueinander beläuft sich auf den eigenen Radius bis zum Durchmesser. Die oberen Augen sind allesamt rund und die obere Augenreihe von oben und frontal betrachtet rekursiv. Der Abstand der oberen Seiten- und der unteren Augen zueinander ist geringfügig kleiner als der Radius der unteren Augen. Die oberen Mittelaugen kommen miteinander in Berührung. Die oberen Mittel- und Seitenaugen sind in etwa von einem Wert, der kleiner als der Radius der oberen Mittelaugen selber ist, voneinander beanstandet, was auch auf den Abstand zwischen den oberen Mittelaugen und den unteren Augen zutrifft.
Die Cheliceren (Kieferklauen) sind gerade ausgerichtet und gänzlich zahnlos. Die Klauenglieder sind medial (mittig) ausgelegt. Die inneren Ränder der Basalglieder haben vereinzelt angelegte und borstenartige Setae. Das Labium (sklerotisierte, bzw. gehärtete Platte zwischen den Laden an der Vorderseite des Sternums) ist rechteckig und mit dem Sternum (Brustschild des Prosomas) verwachsen. Der anteriore Rand des Labiums ist mittig eingebuchtet, während die basalen (an der Basis befindlichen) Ecken kleine kreisrunde Verzierungen aufweisen. Das Labium ist wie das Sternum sklerotisiert. An dessen anterioren Rand befinden sich sechs oder mehrere Borsten. Der subdistale (nahe dem distalen Bereich liegende) Teil des Labiums hat unmodifizierte (keine weiteren Eigenschaften aufweisende) Borstensetae. Die Laden (umgebildete Coxen der Pedipalpen) sind distal (von der Körpermitte entfernt liegende) nicht freigelegt. An ihnen befindet sich eine einreihige Serrula (Zahnreihung). Der posteromediane (hinten mittige) Bereich der Laden ist wie deren anterormediane (vorne mittige) Enden unmodifiziert. Wie das Sternum sind die Laden sklerotisiert. Am anterioren Rand der Laden befinden sich je zwei Reihen von borstenartigen Setae. Eine davon befindet sich ventral angelegt am anterioren Rand und besteht aus spatelförmigen Setae, während die zweite dorsal befindliche Reihe aus distal pektinierten Setae zusammensetzt. Eine dritte Reihe feinstacheliger Borstensetae verläuft am medialen Rand der Laden. Die Cheliceren, das Labium und die Laden sind gelblich weiß gefärbt. Das Sternum hat eine gelblichweiße Grundfarbe mitsamt schwach strahlenden dunklen Streifen. Es ist länger als breit und besitzt radiale, glatte Furchen zwischen den Coxen. Der anteriore Rand des Sternums weist eine halbkreisförmige Vertiefung in der medialen Hälfte auf, während der posteriore Rand in gleiche Richtung über die anterioren Ecken der Coxen des vierten Beinpaares als einzelne Verlängerung ausgebildet ist. Der Abstand zwischen den Coxen selber ist in etwa gleich. Auf dem Sternum befinden sich mehrere Setae, die gleichmäßig verstreut sind. Haarbüschel fehlen jedoch.

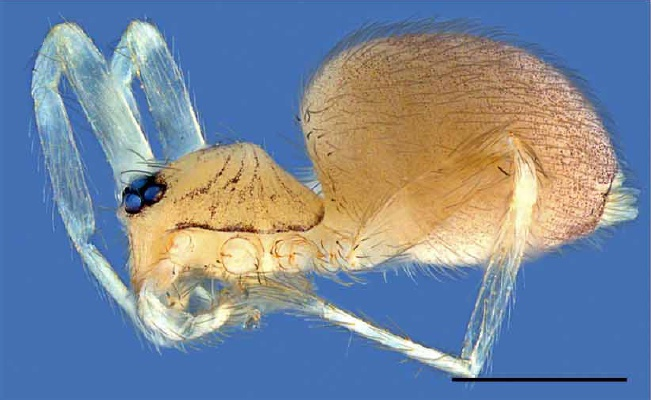
Lateralansicht eines präparierten Weibchens

Die Beine sind weiß gefärbt und besitzen keinerlei Musterungen. Die Femora (Schenkel) des vierten Beinpaares sind anders als bei anderen Zwergsechsaugenspinnen nicht verdickt und weisen die gleiche Größe wie die Femoren der übrigen Beinpaare auf. Die Patellae (Schenkelringe) (Glieder zwischen den Femora und den Tibien) aller und zusätzlich die Tibien (Schienen) des ersten Beinpaares fallen länger als der Carapax aus. Jegliche Modifizierungen fehlen bei den Tibien des ersten Beinpaares. Zumindest verfügen die Metatarsen (Fersenglieder) des zweiten Beinpaares median und die des vierten Beinpaares basal über je einen augenförmigen glatten Drüsenausgang mit einfach gebauter Pore. Die Anordnung der an den Tarsen (Fußglieder) befindlichen Klauen verläuft einreihig und kammartig. Die Innenfläche der Pro- und Retroklauen ist glatt. Die oberen Klauen aller Tarsen verfügen über sechs Zähne an der Laterafläche der Proklauen wie bei den Retroklauen. Die Klauenbüschel haben drei bedeckte Setae. Allen Tarsen fehlen die bei anderen Spinnen vorhandenen zurückgebildeten Klauen. Die Trichobothria (Tastsetae) weisen jeweils ein abgerundetes Bothrium (Haftorgan) auf. Die innere Struktur von den Öffnungen der Trichobothria ist im Gegensatz zu denen anderer Spinne nicht gitterartig. Die Hauben der Trichobothria sind von zahlreichen niedrigen, eng beieinander liegenden und rippenartigen Gebilden bedeckt. Zusätzlich kann sich an den Hauben ein augenförmiges Gebilde befinden, deren Funktion unbekannt ist. Das Tarsalorgane (Geschmacksorgane) weisen eine birnenförmige Erscheinung auf. Deren Ränder erstrecken sich über die umgebenden Strukturen hinaus. Die Tarsalorgane besitzen je vier Rezeptoren an den Beinen der beiden vorderen und drei an den Beinen der beiden hinteren Paare, wobei Abweichungen bezüglich der Anzahl und Anordnung der Rezeptoren ebenfalls belegt sind. Die Formel für die Anordnung der Rezeptoren je nach absteigendem Beinpaar lautet wie bei anderen Zwergsechsaugenspinnen vermutlich 3-3-2-2 (je nach Rezeptor auf einem einzelnen Bein des jeweiligen Paares), da die am meisten distal befindlichen Rezeptoren auf den Beinen in gleicher Position zweigeteilt sind, jedoch wie bei der zur gleichen Familie zählenden Gattung Stenoonops einer einzelnen Basis entspringen.
Das Opisthosoma (Hinterleib) hat einen eiförmigen Aufbau und hinten eine Abrundung. Ein Scutum (sklerotisierter Bereich) ist anders als bei einigen anderen Zwergsechsaugenspinnen absent. Die gelbbraune Dorsalseite des Opisthosomas ist von weicher Beschaffenheit und weist keine Musterungen auf. Auch befinden sich auf dieser Fläche nadelförmige Setae. Eine weitere Ansammlung nadelförmiger, dabei jedoch einander einheitlicher Setae befindet sich bei dem epigastrischen (beim Magen befindlichen) sowie weniger einheitliche beim postepigastrischen Bereich. Der Petiolus (Trennstiel zwischen Prosoma und Opisthosoma) hat eine maschenartige Struktur, wie sie auch bei der zur gleichen Familie gehörenden Gattung Orchestina auftritt. Das Opisthosoma selbst dehnt sich vom Petiolus aus in anteriore Richtung. Ein Colulus (vermutlich funktionsloser Hügel und Rest des zurückgebildeten Cribellums), der hier über vier Borstensetae verfügt, ist wie bei allen ecribellaten Spinnen vorhanden. Die sechs Spinnwarzen sind wie bei Spinnen üblich zu drei Paaren angeordnet.

### Theorien zu zwei saisonalen Formen
Die Efeu-Pergamentspinne ist die bisher einzige bekannte Spinnenart, bei der zwei saisonale Formen beschrieben wurden. Dabei weisen die Individuen der Art je nach Frühlings- oder Sommerform jeweils unterschiedlich ausfallende Färbungen und Behaarungen auf. Dieses Phänomen wurde 1916 von Raymond de Dalmas beschrieben. Bei der ersten im Frühlingsbeginn soll durch die kräftiger ausfallende Färbung sowie die kaum von Setae bedeckte Cuticula (Außenhaut des Exoskeletts, bzw. Chitinpanzers) gekennzeichnet werden, während die zweite im Sommer auftretende Form eine helle Farbgebung und ein mit zahlreichen Setae bedecktes Opisthosoma aufweisen soll.
Als Arnaud Henrard, Rudy Jocqué und Barbara C. Baehr 2014 eine erneute Beschreibung der Art durchführten, zweifelten sie dieses von Dalmas beschriebene Phänomen an und stellten die Vermutung auf, dass die von Dalmas beschriebenen Formen darauf zurückzuführen sei, dass er jeweils Individuen unterschiedlichen Alters untersuchte. Mit fortschreitendem Alter werden die Tiere dunkler, vermutlich durch die Aufnahme von Pigmenten erlegter Beutetiere. Außerdem geht die Bedeckung der Setae wahrscheinlich ebenfalls mit zunehmendem Alter zurück. Dalmas Untersuchungen fanden im Mittelmeergebiet statt und er analysierte möglicherweise dunklere Exemplare der Efeu-Pergamentspinne, die im Herbst geschlüpft sind und den Winter überstanden haben, was dort durchaus möglich wäre. Henrard, Jocqué und Baehr können ihre These damit bekräftigen, indem sie selbst im Frühling ein blasses Weibchen und im August gleichen Jahres ein oranges Männchen für ihre Analysen anwandten, zumal bereits ersichtlich ist, dass das Auftreten seitens der Spinne beiden saisonalen Formen bei den Geschlechtern unabhängig ist.

### Sexualdimorphismus

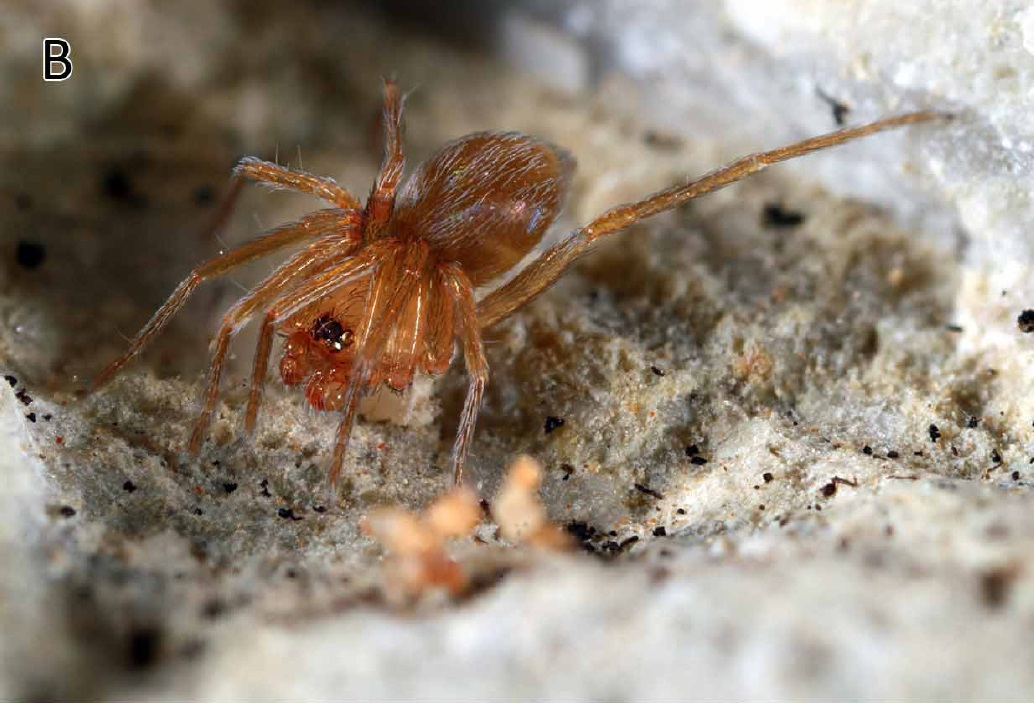
Männchen

Wie bei vielen Spinnen, so ist auch bei der Efeu-Pergamentspinne ein Sexualdimorphismus (Unterschied der Geschlechter) vorhanden. Dieser ist bei dieser Art jedoch schwach ausgeprägt und macht sich hier abgesehen von der Größe lediglich beim Aufbau der Spinnwarzen bemerkbar.
Beim Männchen besitzen die anterolateralen (vorne seitliche) Spinnwarzen je eine Glandula ampullacea major, die aus einem zylindrischen Tuberkel (Höcker) hervorgeht. Dazu ist an beiden dieser Spinnwarzen jeweils zwei Glandulae piriformes, die einzeln aus flachen Tuberkeln entspringen. Die posteromedianen Spinnenwarzen des Männchens besitzen jeweils eine Glandulae ampullaceae minor, die wie die Glandulae ampullaceae major der anterolateralen Spinnwarzen aus einem zylindrischen Tuberkel hervortreten. Genauso verhält es sich bei den Glandulae aciniformes, die ebenfalls alleine für sich auf einer der Spinnwarzen des posterolateralen Paars.

Ansichten von präparierten Männchen
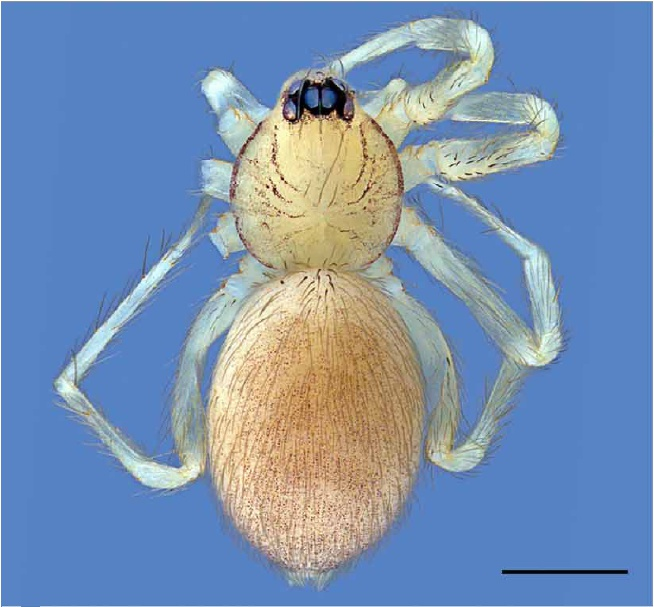
Dorsalansicht eines präparierten Männchens
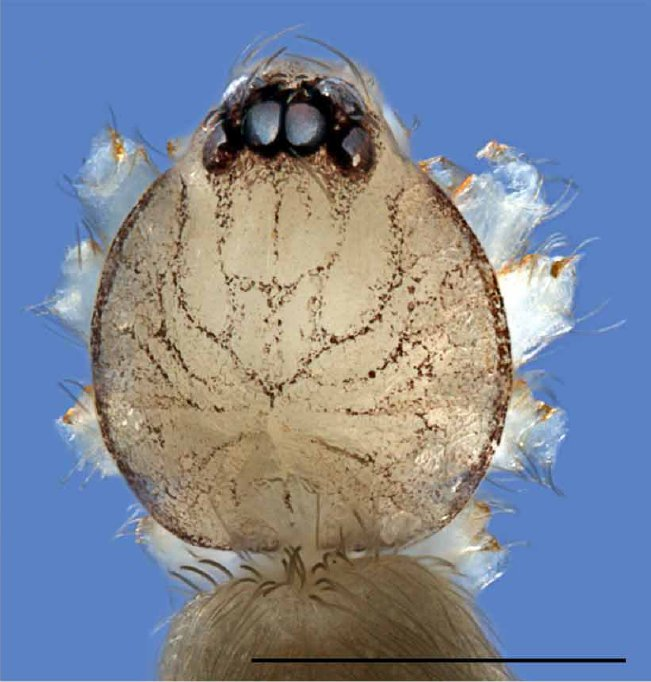
Dorsale Detailansicht des Prosomas eines Männchens
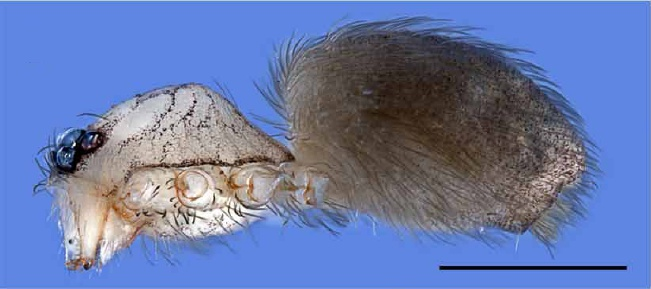
Lateralansicht eines präparierten Männchens
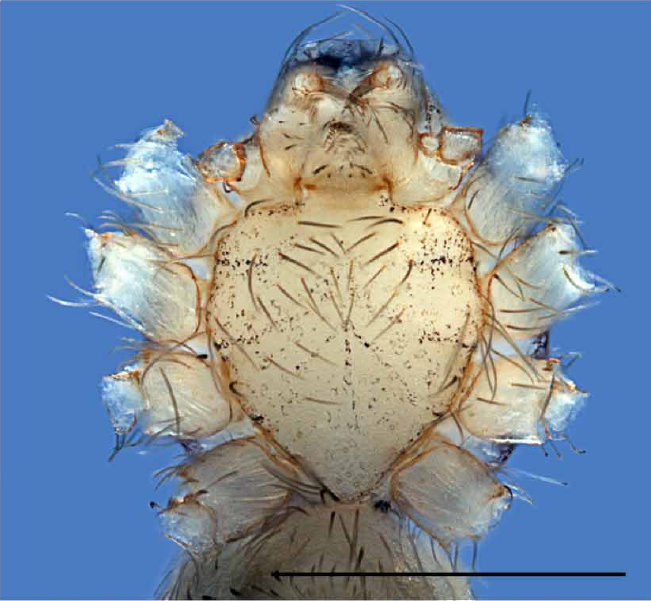
Ventrale Detailansicht des Prosomas eines Männchens

Beim Weibchen sind die anterolateralen Spinnwarzen jeweils mit einer aus einem zylindrischen Tuberkel entspringenden Glandula ampullacea major sowie drei aus einem flachen Tuberkel entspringenden Glandulae piriformes versehen. Die posteromedianen Spinnwarzen des Weibchens besitzen je eine Glandula ampullacea minor und drei und die posterolateralen Spinnwarzen sechs Glandulae aciniformes. Die Tuberkel sind bei diesen Spinnwarzen wie die des Männchens geschaffen.

### Genitalmorphologische Merkmale
Beim Männchen der Efeu-Pergamentspinne ist die kleine, schmale und schlitzförmige epigastrische (beim Magenbereich gelegene) Furche mit einer Spermienpore versehen. Die Furche ist in etwa auf der Höhe der vorderen Stigmen (Atemöffnungen) gelegen. Die symmetrischen Pedipalpen (umgewandelte Extremitäten im Kopfbereich) sind beim Männchen von durchschnittlicher Größe und wenig sklerotisiert. Die proximalen (zur Körpermitte gelegenen) Segmente haben eine weiße Färbung und die durchschnittlich großen Trochanter (Schenkelringe) der Pedipalpen  unmodifiziert sind, während die Femora dieser Extremitäten für sich zwar auch eine durchschnittliche Größe aufweisen, dabei jedoch doppelt so lang wie die Trochanter sind. Ihnen fehlen posterior abgerundete und laterale Ausdehnungen. Basal treten die Trochanter mit den Patellae (Glieder zwischen den Femora und den Tibien) in Kontakt. Die Patellae selber sind kürzer als die Femora und auch sonst nicht anderweitig vergrößert oder prolateral (vorgesetzt seitlich) mit einer Reihe rippenartiger Strukturen versehen. Genauso sind die Borstensetae der Patellae unmodifiziert. Der Rand der Tibien ist ventral geschwollen. Das Cymbium (vorderstes und erstes) eines einzelnen Bulbus (männliches Geschlechtsorgan) hat eine weiße Farbe und erscheint dorsal betrachtet eiförmig. Das Cymbium ist anderweitig nicht mit dem Bulbus verwachsen oder über dessen distale Spitze herausragend. Dem Cymbium fehlen gefiederte oder kräftige Setae oder auch fleckige Gebilde, die aus Setae bestehen. Ein Bulbus für sich ist genauso bis anderthalbmal so breit wie sein Cymbium. Er ist außerdem piriform (dreiteilig) und stämmig gebaut und hat eine leicht konkave Randfront. Außerdem nimmt der Bulbus apikal (zur Spitze gelegen) eine verjüngte Gestalt an. In apikale Richtung verjüngt sich der Bulbus zusammen mit dem langen und in mediane Richtung gebogenem Embolus (drittes und letztes Sklerit des Bulbus). Letzterer ist außerdem einfach gebaut, von dunkler Farbgebung und röhrenförmig, wobei der Embolus apikal abgeflacht ist. Seine Spitze hat ein stumpfes, gefurchtes, und blasses Erscheinungsbild. Der distal sklerotisierte Konduktor (Fortsatz) ist ebenso lediglich distal am Bulbus angelegt, abrupt unterbrochen und innen mit einem schwach ausgeprägten Vesikel (ovales Bläschen) ausgestattet. Er mündet durch einen basal dünnwandigen Gang im Embolus. Sein distaler Teil ist sklerotisiert. Von der Basis des Cymbiums bis zum distalen Ende des Bläschens verläuft eine Sehne. Der Embolus selber ist einfach gebaut, dunkel gefärbt, von der Gestalt her röhrenförmig und apikal abgeflacht. Seine Spitze erscheint stumpf, gefurcht und blass.
Bei der Epigyne (weibliches Geschlechtsorgan) der Art ist der vordere epigastrische Marginalbereich stark sklerotisiert und ihm vorangestellt ein T-förmiges anteriores Sklerit (Hartteil) befindlich, das transversal (quer) angelegt ist und bei Transparenz aller davor liegenden Körperabschnitte sichtbar wird. Dieses gut entwickelte Sklerit ist kurz, gut ausgebildet und anterior sowie dorsal in der Nähe der Extremitäten mit verzweigten Graten versehen. Zwischen dem epigastrischen Bereich und dem Sklerit und somit anteroventral (oben seitlich) von letzterem Teil befindet sich eine größere, quadratische und anterior angelegte Spermathek (Samentasche), die wiederum basal mit dem Sklerit verbunden ist und bis zu seinen lateralen Vorsprüngen reicht. Diese Spermathek ist halb so breit wie das anteriore Sklerit mitsamt dessen Fortsatz, von quadratischer Form und dorsal sowie apikal mit Reihen von Drüsengängen versehen, dessen Anordnung auf die frontale Furche begrenzt sind. Die anteriore Spermathek endet in eine abgeflachte apodemartige Struktur in Form von zwei schwach prokurven (vorgebogenen) Lappen. Letztere enden dorsal in der posterioren Spermathek. Diese ist gut entwickelt, eiförmig und entspringt aus der Basis der anterioren Spermathek hervor. Der Uterus externus (äußerer Teil des Uterus) ist nicht erkennbar.

## Verbreitung und Lebensräume
Die Efeu-Pergamentspinne ist in Europa verbreitet und wurde überdies in den Vereinigten Staaten sowie Kanada eingeführt. In Europa selber zeigt die Art seit einigen Jahrzehnten Tendenzen zur Ausbreitung. Nachgewiesen wurde die Spinne dort bislang in Deutschland, den Niederlanden, Belgien, Tschechien, Österreich, der Schweiz, Frankreich, Italien, Spanien sowie Bulgarien.
Die Efeu-Pergamentspinne nimmt als Habitate (Lebensräume) mitunter Wälder, trockenes Grasland sowie die Garigue an. Daneben kann sie als synanthrope (an menschliche Siedlungsbereiche angepasste) Art auch häufig in Gebäuden gefunden werden. Insgesamt scheint die Spinne nur in Südeuropa Lebensräume außerhalb menschlicher Siedlungsbereiche zu bewohnen.

## Gefährdung
Über Bestandsgefährdungen der Efeu-Pergamentspinne liegen kaum Informationen vor, so auch in Deutschland, wo für eine Bewertung für die Rote Liste gefährdeter Tiere, Pflanzen und Pilze Deutschlands (2016) nicht ausreichend Daten vorhanden sind. Im Allgemeinen gilt die Art dort als sehr selten. In der Roten Liste der Spinnen Tschechiens (2015) wird die Art nach IUCN-Maßstab in der Kategorie ES („Ecologically Sustainable“, bzw. ökologisch anpassbar) aufgeführt.

## Lebensweise

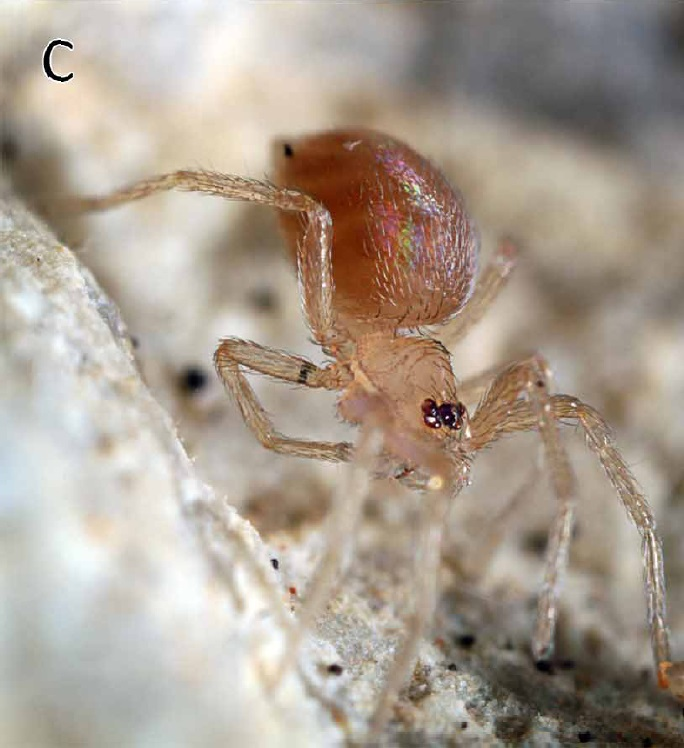
Sich reinigendes Weibchen

Die Biologie der Efeu-Pergamentspinne ist kaum erforscht. Die Phänologie (Aktivitätszeit) reicht bei ausgewachsenen Individuen beider Geschlechter von März bis Mai und von Juli bis Oktober. Es wird vermutet, dass adulte Exemplare beider Geschlechter in Mitteleuropa ganzjährig in Gebäuden anzutreffen sind.

## Systematik
Die Systematik der Efeu-Pergamentspinne erfuhr mehrfach Änderungen. Der Artname inermis ist ein Adjektiv aus der lateinischen Sprache und bedeutet übersetzt „unbewaffnet“. Er deutet also auf den gänzlich stachellosen Körper der Art hin. Da die Efeu-Pergamentspinne die einzige Art der monotypischen Gattung der Pergamentspinne ist, ist sie auch dessen Typusart.

### Beschreibungsgeschichte
Eugène Simon ordnete die Efeu-Pergamentspinne bei der 1882 stattgefundenen Erstbeschreibung in die Gattung der Echten Zwergsechsaugen (Oonops) unter der Bezeichnung O. inermis ein. Gleicher Autor stellte 1914 die Gattung der Pergamentspinnen (Tapinesthis) auf und gliederte die Efeu-Pergamentspinne unter der Bezeichnung T. inermis dieser unter. Dies ist seitdem die für diese Art durchgehend angewandte Bezeichnung.

### Innere Systematik
Der strukturelle Aufbau der Genitalien der Efeu-Pergamentspinne ist auch in ähnlicher Form bei weiteren der Überfamilie der Dysderoidea zugehörigen Spinnen zu finden, darunter Sechsaugenspinnen (Dysderidae), Arten der Familie der Orsolobidae, Fischernetzspinnen (Segestriidae) sowie einigen weiteren Zwergsechsaugenspinnen (Oonopidae), darunter Puan chechehet und Unicorn catleyi. Dies bekräftigt die Platzierung der Efeu-Pergamentspinne innerhalb der Familie der Zwergsechsaugenspinnen.
Bei der Epigyne der Efeu-Pergamentspinne ist das Vorhandensein von Drüsengängen auf den akipalen  Teil der anterioren Spermathek begrenzt, während dies bei anderen Zwergsechsaugenspinnen, darunter Puan chechehet in der Mitte des anterioren Sklerits oder auf dessen Basis beschränkt, wie es bei Heteroonops spinimanus oder Oonopinus kilikus der Fall ist. Allerdings ist das Vorhandensein solcher Drüsengänge auch bei den anderen genannten Spinnenfamilien möglich. Es wird vermutet, dass diese Drüsen ein Sekret absondern, das der Speicherung oder Wiederherstellung von in den Spermatheken eingespeicherten Spermien dient.

### Beschreibungsgeschichte und Relationen
Eugène Simon stellte 1893 die zwei informelle Gruppen „molles“ und „loricatae“, basierend auf dem Vorhandensein von einem Scutum (sklerotisierte Platte dorsal auf dem Opisthosoma) und Sklerotisierung des Körpers, auf. Alexander Iwanowitsch Petrunkewitsch übernahm dieses Konzept 1923 und er wie auch nachfolgende Autoren erkannten diese Gruppen als die Unterfamilien der Oonopinae und der Gamasomorphinae innerhalb der Familie der Zwergsechsaugenspinnen (Oonopidae) an. Joseph Conrad Chamberlin und Wilton Ivie fügten 1942 noch die monotypische Unterfamilie der Orchestininae, die demnach lediglich die Gattung Orchestina enthält, hinzu. Norman I. Platnick veränderte 2012 weitumfassend die Struktur der zu den Zwergsechsaugenspinnen zählenden Unterfamilien. Die Hauptmerkmale, die er dabei anwandte, waren die Struktur der Tarsalorgane und damit insbesondere die Anzahl von daran befindlichen Rezeptoren, die Sklerotisierung des Konduktors von je einem Pedipalpus der Männchen und die Positionierung der Augen. Anhand von sieben Merkmalen teilte Platnick die Zwergsechsaugen in die drei Unterfamilien der Sulsulinae, der Oonopinae und der weiterhin monotypischen Orchestininae auf.
Die drei Hauptmerkmale, auf die Platnick sich stützte, sind nicht bei allen Zwergsechsaugen direkt zutreffend und benötigen möglicherweise einen zusätzlichen Anhaltspunkt. Bei der Efeu-Pergamentspinne und einigen anderen Gattungen der Familie könnte es tatsächlich fraglich sein, ob die Augen tatsächlich zusammengehäuft sind und ob bei einem einzelnen Bulbus ein sklerotisierter Konduktor nicht vorhanden ist. Durch die Beschaffenheit der Augen können die Efeu-Pergamentspinne sowie die Unterfamilien der Orchestininae und der Oonopinae hinsichtlich ihrer taxonomischen Stellung als intermediär verbunden betrachtet werden, da die Augen bei der Efeu-Pergamentspinne nicht wirklich aneinander angehäuft sind, sich aber auch nicht so weit auseinander befinden, wie bei der Gattung Orchestina der Fall ist. Ferner haben sie eine fast H-förmige Anordnung mitsamt einer leicht rekursiven posterioren Augenreihe. Das Fehlen eines deutlich dickwandigen, stark sklerotisierten Konduktors bei einem Bulbus der Efeu-Pergamentspinne lässt keinen Zweifel an der Einordnung von Tapinesthis unter die Oonopinae. Der Konduktor der Art hat einen dünnwandigen Bereich, allerdings ist der distale deutlich sklerotisiert. Diese Struktur kann jedoch nicht als identisch mit dem sklerotisierten Gang angesehen werden, wie er bei der Gattung Orchestina und den von Platnick aufgestellten Nebengruppen vorkommt. Aufgrund dessen wäre ein weiterer Anhaltspunkt für dessen Gliederung vonnöten. Das Rezeptormuster des Tarsalorgans, das auf den ersten Blick den Eindruck der Formation 4-4-3-3 erweckt, besitzt tatsächlich die Anordnung 3-3-2-2, da der distalste Rezeptor anscheinend bifid ist. Auch hier sollte diese Struktur am besten als separater Analyseaspekt betrachtet werden, der sich sowohl von den laut Platnick angenommenen und von ihm als „einfache“ 3-3-2-2-Formel ohne den bifiden Rezeptor als auch von den plesiomorphen (die Gestalt betreffende) Formel 4-4-3-3 der Rezeptoren unterscheidet. Es besteht noch weiterhin Forschungsbedarf bezüglich der Relationen der Efeu-Pergamentspinne.